# Pomniki przyrody w gminie Górowo Iławeckie
Na terenie gminy Górowo Iławeckie, w powiecie bartoszyckim, w województwie warmińsko-mazurskim znajdują się 64 pomniki przyrody ożywionej i 2 nieożywionej.
Wśród nich wyróżniono 62 pojedyncze drzewa, 2 grupy drzew i 2 głazy narzutowe. W strukturze gatunkowej przeważa dąb szypułkowy. 
Zdecydowana większość drzew rośnie na terenach leśnych. Na uwagę zasługują: granitognejs we wsi Stega Mała o obwodzie 1180 cm, dąb szypułkowy o obwodzie 576 cm w leśnictwie Kiwajny w oddz. 4Af, dąb bezszypułkowy o obwodzie 450 cm w leśnictwie Stejno oddz. 414b, 
topola biała o obwodzie 530 cm w parku w Dzikowie Iławeckim oraz jesion wyniosły o obwodzie 395 cm w parku pałacowym w Worynach.
Zestawienie pomników przyrody na terenie gminy:
| Nr  | Lokalizacja                                                                          | Forma             | Nazwa                                                               | Obwód przy powołaniu [cm] | Nr ew. | Rok uznania | Zdjęcie |
| 1.  | Stega Mała, na polu                                                                  | głaz narzutowy    | granitognejs                                                        | 1180                      | 277a   | 1961        |         |
| 2.  | leśnictwo Stajno oddz. 425d                                                          | głaz narzutowy    | głaz narzutowy                                                      | 880                       | 333    | 1968        |         |
| 3.  | leśnictwo Stabławki oddz. 141l                                                       | pojedyncze drzewo | dąb szypułkowy                                                      | 490                       | 348    | 1969        |         |
| 4.  | Dzikowo Iławeckie, park podworski                                                    | pojedyncze drzewo | topola biała                                                        | 530                       | 385    | 1984        |         |
| 5.  | Stega Mała, park podworski                                                           | grupa drzew       | 3 buki zwyczajne 2 dęby szypułkowe klon zwyczajny lipa drobnolistna | b.d.                      | 386    | 1984        |         |
| 6.  | Stega Wielka, park podworski i jego otoczenie                                        | grupa drzew       | 5 dębów szypułkowych lipa drobnolistna jesion wyniosły              | b.d.                      | 387    | 1984        |         |
| 7.  | leśnictwo Gaworowo oddz. 512, przy drodze Glądy-leśniczówka                          | pojedyncze drzewo | dąb szypułkowy                                                      | 420                       | 489    | 1989        |         |
| 8.  | przy drodze Gaworowo-Katlak                                                          | pojedyncze drzewo | kasztanowiec zwyczajny                                              | 270                       | 491    | 1989        |         |
| 9.  | Woryny, park pałacowy                                                                | pojedyncze drzewo | buk zwyczajny                                                       | 375                       | 829    | 1995        |         |
| 10. | Woryny, park pałacowy                                                                | pojedyncze drzewo | dąb szypułkowy                                                      | 400                       | 830    | 1995        |         |
| 11. | Woryny, park pałacowy                                                                | pojedyncze drzewo | dąb szypułkowy                                                      | 390                       | 831    | 1995        |         |
| 12. | Woryny, park pałacowy                                                                | pojedyncze drzewo | buk zwyczajny odm. czerwona                                         | 335                       | 832    | 1995        |         |
| 13. | Woryny, park pałacowy                                                                | pojedyncze drzewo | jesion wyniosły                                                     | 385                       | 833    | 1995        |         |
| 14. | leśnictwo Stejno oddz. 441i, 150 m od drogi                                          | pojedyncze drzewo | dąb szypułkowy                                                      | 450                       | 1291   | 2007        |         |
| 15. | leśnictwo Stejno oddz. 414b, 50 m od drogi                                           | pojedyncze drzewo | dąb bezszypułkowy                                                   | 350                       | 1293   | 2007        |         |
| 16. | leśnictwo Stejno oddz. 414b, 50 m od drogi                                           | pojedyncze drzewo | dąb bezszypułkowy                                                   | 450                       | 1292   | 2007        |         |
| 17. | leśnictwo Zięby oddz. 239b, 100 m od drogi                                           | pojedyncze drzewo | dąb szypułkowy                                                      | 380                       | 1294   | 2007        |         |
| 18. | leśnictwo Zięby oddz. 239b, 100 m od drogi                                           | pojedyncze drzewo | dąb szypułkowy                                                      | 480                       | 1295   | 2007        |         |
| 19. | leśnictwo Zięby oddz. 239a, 50 m od drogi                                            | pojedyncze drzewo | dąb szypułkowy                                                      | 400                       | 1297   | 2007        |         |
| 20. | leśnictwo Zięby oddz. 239b, 100 m od drogi                                           | pojedyncze drzewo | dąb szypułkowy                                                      | 380                       | 1296   | 2007        |         |
| 21. | leśnictwo Zięby oddz. 239b, 100 m od drogi                                           | pojedyncze drzewo | dąb szypułkowy                                                      | 460                       | 1298   | 2007        |         |
| 22. | leśnictwo Zięby oddz. 248b                                                           | pojedyncze drzewo | głóg jednoszyjkowy                                                  | 100                       | 1299   | 2007        |         |
| 23. | leśnictwo Zięby oddz. 222b, 300 m od drogi utwardzonej                               | pojedyncze drzewo | buk zwyczajny                                                       | 340                       | 1300   | 2007        |         |
| 24. | leśnictwo Zięby oddz. 239b, 100 m od drogi gruntowej                                 | pojedyncze drzewo | dąb szypułkowy                                                      | 410                       | 1301   | 2007        |         |
| 25. | leśnictwo Zięby oddz. 239b, 100 m od drogi                                           | pojedyncze drzewo | dąb szypułkowy                                                      | 380                       | 1302   | 2007        |         |
| 26. | leśnictwo Zięby oddz. 222b, 300 m od drogi utwardzonej                               | pojedyncze drzewo | buk zwyczajny                                                       | 350                       | 1303   | 2007        |         |
| 27. | leśnictwo Zięby oddz. 222b, 300 m od drogi utwardzonej                               | pojedyncze drzewo | dąb szypułkowy                                                      | 380                       | 1304   | 2007        |         |
| 28. | leśnictwo Jarzeń oddz. 375p, 100 m od drogi gruntowej                                | pojedyncze drzewo | jesion wyniosły                                                     | 325                       | 1305   | 2007        |         |
| 29. | leśnictwo Jarzeń oddz. 354, 500 m od drogi                                           | pojedyncze drzewo | grab zwyczajny                                                      | 315                       | 1306   | 2007        |         |
| 30. | leśnictwo Jarzeń oddz. 356a, 100 m od drogi                                          | pojedyncze drzewo | czereśnia ptasia                                                    | 145                       | 1308   | 2007        |         |
| 31. | leśnictwo Jarzeń oddz. 356g, 50 m od drogi                                           | pojedyncze drzewo | czereśnia ptasia                                                    | 165                       | 1309   | 2007        |         |
| 32. | leśnictwo Jarzeń oddz. 358a, 500 m od drogi                                          | pojedyncze drzewo | czereśnia ptasia                                                    | 197                       | 1310   | 2007        |         |
| 33. | leśnictwo Mała Wola działka 3/6, 15 m od drogi                                       | pojedyncze drzewo | lipa drobnolistna                                                   | 544                       | 1322   | 2007        |         |
| 34. | leśnictwo Mała Wola działka 3/6, 15 m od drogi                                       | pojedyncze drzewo | klon zwyczajny                                                      | 255                       | 1324   | 2007        |         |
| 35. | leśnictwo Mała Wola oddz. 297l                                                       | pojedyncze drzewo | lipa drobnolistna                                                   | 335                       | 1325   | 2007        |         |
| 36. | leśnictwo Dęby oddz. 11o, 200 m od drogi utwardzonej                                 | pojedyncze drzewo | dąb szypułkowy                                                      | 400                       | 1341   | 2007        |         |
| 37. | leśnictwo Dęby oddz. 11o, 250 m od drogi utwardzonej                                 | pojedyncze drzewo | dąb szypułkowy                                                      | 450                       | 1342   | 2007        |         |
| 38. | leśnictwo Pieszkowo oddz. 110k, 100 m od drogi utwardzonej, Pieszkowo park podworski | pojedyncze drzewo | kasztanowiec zwyczajny                                              | 195                       | 1343   | 2007        |         |
| 39. | leśnictwo Pieszkowo oddz. 110k, 100 m od drogi utwardzonej, Pieszkowo park podworski | pojedyncze drzewo | klon jawor                                                          | 295                       | 1344   | 2007        |         |
| 40. | leśnictwo Pieszkowo oddz. 110k, 100 m od drogi utwardzonej, Pieszkowo park podworski | pojedyncze drzewo | klon zwyczajny                                                      | 280                       | 1345   | 2007        |         |
| 41. | leśnictwo Pieszkowo oddz. 110k, 100 m od drogi utwardzonej, Pieszkowo park podworski | pojedyncze drzewo | klon zwyczajny                                                      | 275                       | 1346   | 2007        |         |
| 42. | leśnictwo Pieszkowo oddz. 59Ag, 500 m od drogi gruntowej, wśród upraw                | pojedyncze drzewo | dąb szypułkowy                                                      | 383                       | 1347   | 2007        |         |
| 43. | leśnictwo Pieszkowo oddz. 110k, 100 m od drogi utwardzonej, Pieszkowo park podworski | pojedyncze drzewo | dąb szypułkowy                                                      | 495                       | 1348   | 2007        |         |
| 44. | leśnictwo Pieszkowo oddz. 59Ag, 500 m od drogi gruntowej, wśród upraw                | pojedyncze drzewo | dąb szypułkowy                                                      | 380                       | 1349   | 2007        |         |
| 45. | leśnictwo Pieszkowo oddz. 59Ag, 500 m od drogi gruntowej, wśród upraw                | pojedyncze drzewo | dąb szypułkowy                                                      | 425                       | 1350   | 2007        |         |
| 46. | leśnictwo Pieszkowo oddz. 110k, 100 m od drogi utwardzonej, Pieszkowo park podworski | pojedyncze drzewo | dąb szypułkowy                                                      | 390                       | 1351   | 2007        |         |
| 47. | leśnictwo Pieszkowo oddz. 110k, 100 m od drogi utwardzonej, Pieszkowo park podworski | pojedyncze drzewo | dąb szypułkowy                                                      | 400                       | 1352   | 2007        |         |
| 48. | leśnictwo Pieszkowo oddz. 110k, 100 m od drogi utwardzonej, Pieszkowo park podworski | pojedyncze drzewo | dąb szypułkowy                                                      | 475                       | 1353   | 2007        |         |
| 49. | leśnictwo Orsy działka 1/9, 50 m od drogi utwardzonej, park podworski                | pojedyncze drzewo | kasztanowiec zwyczajny                                              | 290                       | 1354   | 2007        |         |
| 50. | leśnictwo Orsy działka 1/9, 50 m od drogi utwardzonej, park podworski                | pojedyncze drzewo | kasztanowiec zwyczajny                                              | 340                       | 1355   | 2007        |         |
| 51. | leśnictwo Orsy oddz. 24n, 20 m od drogi gruntowej                                    | pojedyncze drzewo | dąb szypułkowy                                                      | 423                       | 1356   | 2007        |         |
| 52. | leśnictwo Kiwajny oddz. 4Af, 100 m od drogi gruntowej, park podworski                | pojedyncze drzewo | dąb szypułkowy                                                      | 576                       | 1357   | 2007        |         |
| 53. | leśnictwo Kiwajny oddz. 1Bb, 100 m od drogi grontowej                                | pojedyncze drzewo | dąb szypułkowy                                                      | 290                       | 1358   | 2007        |         |
| 54. | leśnictwo Kiwajny oddz. 1Bb, 100 m od drogi gruntowej, przy zalesieniu               | pojedyncze drzewo | dąb szypułkowy                                                      | 230                       | 1359   | 2007        |         |
| 55. | leśnictwo Kiwajny oddz. 1Bb, 100 m od drogi gruntowej, przy zalesieniu               | pojedyncze drzewo | dąb szypułkowy                                                      | 430                       | 1360   | 2007        |         |
| 56. | leśnictwo Kiwajny oddz. 4Af, 100 m od drogi gruntowej, park podworski                | pojedyncze drzewo | dąb szypułkowy                                                      | 460                       | 1361   | 2007        |         |
| 57. | leśnictwo Kiwajny oddz. 1Bb, 100 m od drogi gruntowej, przy zalesieniu               | pojedyncze drzewo | lipa drobnolistna                                                   | 430                       | 1362   | 2007        |         |
| 58. | leśnictwo Stabławki oddz. 140c, 50 m od drogi gruntowej, park podworski              | pojedyncze drzewo | lipa drobnolistna                                                   | 375                       | 1364   | 2007        |         |
| 59. | leśnictwo Stabławki oddz. 140c, 50 m od drogi gruntowej, park podworski              | pojedyncze drzewo | lipa drobnolistna                                                   | 360                       | 1365   | 2007        |         |
| 60. | leśnictwo Stabławki oddz. 140c, 50 m od drogi gruntowej, park podworski              | pojedyncze drzewo | lipa drobnolistna                                                   | 325                       | 1366   | 2007        |         |
| 61. | leśnictwo Stabławki oddz. 132Ab, 100 m od drogi gruntowej                            | pojedyncze drzewo | dąb szypułkowy                                                      | 400                       | 1367   | 2007        |         |
| 62. | leśnictwo Stabławki oddz. 135l, 100 m od drogi utwardzonej                           | pojedyncze drzewo | dąb szypułkowy                                                      | 450                       | 1368   | 2007        |         |
| 63. | leśnictwo Stabławki oddz. 140d, 1500 m od wsi Żywkowo przy ścieżce rowerowej         | pojedyncze drzewo | dąb szypułkowy                                                      | 380                       | 1369   | 2007        |         |
| 64. | leśnictwo Stabławki oddz. 137d, 50 m od drogi utwardzonej, przy ścieżce rowerowej    | pojedyncze drzewo | dąb szypułkowy                                                      | 395                       | 1370   | 2007        |         |
| 65. | leśnictwo Nowa Wieś oddz. 184c, przy bramie wjazdowej na szkółkę zespoloną           | pojedyncze drzewo | lipa drobnolistna                                                   | 412                       | 1371   | 2007        |         |
| 66. | leśnictwo Nowa Wieś oddz. 188i, 10 m od drogi gruntowej                              | pojedyncze drzewo | dąb szypułkowy                                                      | 380                       | 1372   | 2007        |         |